# Brusselse gewestverkiezingen 2024
Op 9 juni 2024 vonden er in het Brussels Hoofdstedelijk Gewest Brusselse gewestverkiezingen plaats. Deze vielen samen met Vlaamse, Waalse, federale en Europese verkiezingen. De inwoners van Brussel kiezen de 72 Franstalige en 17 Nederlandstalige leden van het Brussels Hoofdstedelijk Parlement. 
In het uitgaande parlement waren PS (16 zetels), Ecolo (15 zetels), MR (15 zetels) en PVDA-PTB (11 zetels) de grootste fracties. De uitgaande regering was de Regering-Vervoort III, waarin Frans- en Nederlandstalige sociaaldemocraten en groenen vertegenwoordigd zijn, alsook DéFI en Open Vld.

## Kandidaten
De partij Agora, die in 2019 voor het eerst een zetel won, kwam in 2024 niet opnieuw op.

### Lijsttrekkers

#### Nederlandstalige lijsten
| Partij | Partij            | Lijsttrekker        |
| ------ | ----------------- | ------------------- |
|        | CD&V              | Benjamin Dalle      |
|        | Groen             | Elke Van den Brandt |
|        | N-VA              | Cieltje Van Achter  |
|        | Open Vld          | Sven Gatz           |
|        | PVDA              | Jan Busselen        |
|        | Vlaams Belang     | Bob De Brabandere   |
|        | Vooruit.Brussels  | Ans Persoons        |
|        | Team Fouad Ahidar | Fouad Ahidar        |

Overige lijsten:
- Viva Palestina: Dyab Abou Jahjah
- Volt: Hans Van Gaever[11]
- Voor U: Ava Basiri

#### Franstalige lijsten
| Partij | Partij      | Lijsttrekker            |
| ------ | ----------- | ----------------------- |
|        | DéFI        | Bernard Clerfayt        |
|        | Ecolo       | Zakia Khattabi          |
|        | Les Engagés | Christophe De Beukelaer |
|        | MR          | David Leisterh          |
|        | PS          | Ahmed Laaouej           |
|        | PTB         | Françoise De Smedt      |

Overige lijsten:
- Collectif Citoyen: Mehdi Minjaoui
- Plan B: Christophe Magdalijns
- TRANSPARENCE: Faouzia Chiadekh
- Volt: Carlo Giudice[11]

### Lijstverbindingen
Voor het Brussels Hoofdstedelijk Parlement bestaat de mogelijkheid tot het aangaan van lijstverbindingen tussen verschillende lijsten die in hetzelfde kiescollege opkomen, waarbij deze lijsten hun stemmenaantal bij elkaar kunnen optellen om de kans op extra zetels te vergroten. Voor de Brusselse gewestverkiezingen van juni 2024 kwamen deze lijstverbindingen tot stand:
- In het Nederlands kiescollege tussen PVDA en Team Fouad Ahidar.
- In het Frans kiescollege enerzijds tussen MR en Plan B en anderzijds tussen Collecif Citoyen en TRANSPARENCE.

### Kandidatenlijsten

#### Nederlandstalige lijsten
| Plaats | CD&V                   | Groen                 | N-VA                 | Open Vld              | PVDA               | Vlaams Belang       | Vooruit.Brussels         | Team Fouad Ahidar           |
| ------ | ---------------------- | --------------------- | -------------------- | --------------------- | ------------------ | ------------------- | ------------------------ | --------------------------- |
| 1      | Benjamin Dalle         | Elke Van den Brandt   | Cieltje Van Achter   | Sven Gatz             | Jan Busselen       | Bob De Brabandere   | Ans Persoons             | Fouad Ahidar                |
| 2      | Gil Ana Osorio         | Emile Luhahi          | Mathias Vanden Borre | Imane Belguenani      | Nele Vandenbempt   | Sonja Hoylaerts     | Pascal Smet              | Najima El Arbaoui           |
| 3      | Wassim Essabane        | Lotte Stoops          | Gilles Verstraeten   | Martine Raets         | Joost Lories       | Edmond Jonckheere   | Ilyas Mouani             | Ilyas El Omari              |
| 4      | Anne Mertens           | Stijn Bex             | Karlien Dekens       | Quentin van den Hove  | Sarah El Jari      | Ekaterina Begunova  | Els Rochette             | Merve Tutar                 |
| 5      | Anton Schuurmans       | Ange-Raïssa Uzanziga  | Maarten Bijnens      | Valérie Libert        | Sacha Moëns        | Sébastien Caloens   | Thomas Anciaux           | Muhammad Ali Lohsar Chaudry |
| 6      | Els Philips            | Jad Amine Zeitouni    | Regine Heijvaert     | Frederik Ceulemans    | Liselotte Degroote | Renata Święs        | Saliha Raiss             | Harmony Deknudt             |
| 7      | Roeland Van Roosbroeck | Joyce Yusuff          | Wouter Brouns        | Lamia Khan            | Amara Diakite      | Jean Claus          | Cem Aydogan              | Andy Huynh                  |
| 8      | Veerle Eygenraam       | Steve Sirjaques       | Claudia Strainu      | Sheraz Rafi           | Lieve Franssen     | Beatrijs Knockaert  | Inssafe El M'Allem       | Yousdra Nouar               |
| 9      | Philippe Maquestiau    | Salamata Diallo       | Tom Voncken          | Melanie Verroken      | Adel Khelifi       | Marc Malfait        | Ivo Shimwa               | Tugrul Ülger                |
| 10     | Noor Lannoo            | Soulaimane Ali        | Violeta Uraj         | Damien Lamy           | Rita Vanobberghen  | Causette Vanvulescu | Sanne Velthof            | Natasha Liesenborghs        |
| 11     | Marc-Antoine Mathijsen | Liesbet Nysen         | Juxhin Gjoni         | Nazgul Balmukhanova   | Erik Notebaert     | Marc Michaux        | Matthias Van Wijnendaele | Achraf Haddach              |
| 12     | Georgia Venetakis      | Arno Vervaet          | Margareta De Belder  | Philippe Adriaenssens | Luna Bauwens       | Diana Put           | Nelke Ramael             | Patricia Dje Kaseka         |
| 13     | Steven Lindemans       | Susanne Müller-Hübsch | Mohamed Ghazal       | Mira Kaloshi          | Chris Horimbere    | Theophiel Van Dyck  | Hari Shrestha            | Ibrahim Dankus              |
| 14     | Nathalie Verheye       | Wolf Rysbrack         | Shelly Sterck        | Kurt Deswert          | Marie De Leener    | Lutgarde Cleemput   | Diellza Blakçori         | Yasmina Tajmout             |
| 15     | Frank Van Bockstal     | Katia Van Den Broucke | Roland Demailly      | Ethel Savelkoul       | Joeskine Sabbe     | André Van Bael      | Luc Mishalle             | Elias Khazri                |
| 16     | Brigitte Grouwels      | Bart Dhondt           | Sara Rampelberg      | Stefan Cornelis       | Chris Depredomme   | Chantal D'Haese     | Lola Dirkx               | Nesrin Mahoud               |
| 17     | Mugabe Nizeyimana      | Celia Groothedde      | Hans Mariën          | Carla Dejonghe        | Matteo Kopriva     | David Janssens      | Mohammed Idrissi         | Jean-Marc Janssens          |
| Bron   |                        |                       |                      |                       |                    |                     |                          |                             |

#### Franstalige lijsten
| Plaats | DéFI                           | Ecolo                    | Les Engagés                         | MR                           | PS                         | PTB                           |
| ------ | ------------------------------ | ------------------------ | ----------------------------------- | ---------------------------- | -------------------------- | ----------------------------- |
| 1      | Bernard Clerfayt               | Zakia Khattabi           | Christophe De Beukelaer             | David Leisterh               | Ahmed Laaouej              | Françoise De Smedt            |
| 2      | Joëlle Maison                  | Alain Maron              | Gladys Kazadi                       | Hadja Lahbib                 | Karine Lalieux             | Soulaimane El Mokadem         |
| 3      | Fabian Maingain                | Barbara Trachte          | Mounir Laarissi                     | Anne-Charlotte d'Ursel       | Rudi Vervoort              | Marisol Revelo Paredes        |
| 4      | Ludivine de Magnanville Esteve | Kalvin Soiresse Njall    | Sofia Bennani                       | Bertin Mampaka Mankamba      | Nawal Ben Hamou            | Francis Dagrin                |
| 5      | Jonathan de Patoul             | Marie Lecocq             | Alain Deneef                        | Loubna Azghoud               | Marc-Jean Ghyssels         | Patricia Parga Vega           |
| 6      | Gisèle Mandaila Malamba        | Matteo Segers            | Emel Köse                           | Gaëtan Van Goidsenhoven      | Isabelle Emmery            | Octave Daube                  |
| 7      | Marc Loewenstein               | Farida Tahar             | Jean-François Thayer                | Clémentine Barzin            | Jamal Ikazban              | Mihaela Drozd                 |
| 8      | Alexandra Philippe             | John Pitseys             | Stéphanie Lange                     | David Weytsman               | Leila Agic                 | Bruno Bauwens                 |
| 9      | Emin Özkara                    | Margaux De Ré            | Elhadj Moussa Diallo                | Françoise Schepmans          | Hasan Koyuncu              | Hanina El Hamamouchi          |
| 10     | Fatima Salek                   | Hicham Talhi             | Fatiha El Ikdimi                    | Amin El Boujdaini            | Fadila Laanan              | Oliver Rittweger de Moor      |
| 11     | Simon Willocq                  | Isabelle Pauthier        | Hassan Ouassari                     | Aurélie Czekalski            | Martin Casier              | Manon Vidal                   |
| 12     | Laura Squartini                | Antoine Bertrand         | Marie Cruysmans                     | Sadik Köksal                 | Nadia El Yousfi            | Mehdi Talbi                   |
| 13     | Jean Kitenge                   | Victoria Austraet        | Hosni Essaouiki                     | Kristela Bytyçi              | Mustapha Akouz             | Danaé Michaux Maimone         |
| 14     | Stéphanie Paulissen            | Pierre-Yves Lux          | Virginie Van Lierde                 | Olivier Willocx              | Cécile Vainsel             | Mohammed El Bouzidi           |
| 15     | Vincent Lurquin                | Ingrid Parmentier        | Nehemie Lusakumunu                  | Amélie Pans                  | Yannick Piquet             | Josiane Dostie                |
| 16     | Odile Margaux                  | Ali Niaz                 | Fatiha Chentouf                     | Geoffroy Coomans de Brachène | Myriem Amrani              | Abdourahmane Balde            |
| 17     | Benhur Ergen                   | Marie Borsu              | François Beyens                     | Aline Godfrin                | Jean-Luc Muleo             | Patricia Polanco Palacio      |
| 18     | Gisele Abboud Mbayoko          | Nicolas Lemoine          | Sophie Michez                       | Louis de Clippele            | Ariane Wautelet            | Petya Obolensky               |
| 19     | Arsim Jakupi                   | Marie Fontaine           | Marius Ndolimana                    | Latifa Aït Baala             | Sevket Temiz               | Montaine Kayaert              |
| 20     | Eloïse Defosset                | Nicolas Lonfils          | Myriam Wallaert-Gob                 | Hennan Oflu                  | Colette Njomgang Fonkeu    | Simon de Beer                 |
| 21     | Nicolas De Brauwer             | Anaïs Camus              | Mohamed Adahchour                   | Angelina Chan                | Ibrahim Dönmez             | Léa Chaufoureau               |
| 22     | Gülcan Bozdag                  | Simon Rasquin            | Estelle Maekelbergh                 | Ismail Luahabi               | Döne Sönmez                | Olivier Fellemans             |
| 23     | Jacob Kamuanga                 | Stéphanie Ngalula        | Pierre Migisha                      | Laure Lita                   | Yassine Akki               | Anne Bestard                  |
| 24     | Isabelle Molenberg             | Sid-Ali Namane           | Eden Liondjo                        | Eitan Bergmann               | Naima Belkhatir            | Benjamin Devos                |
| 25     | Emmanuel De Bock               | Monia Gandibleux         | Benoît van Doosselaere              | Ariane de Lobkowicz-d'Ursel  | Mohamed Ouriaghli          | Sylvie Paumen                 |
| 26     | Samantha Warginaire            | Amine Tahiri             | Patricia Nagelmackers               | Gautier Calomne              | Justine Harzé              | Etienne Hanssens              |
| 27     | Abdellatif Mghari              | Caroline Amron           | Ibrahim Erkan                       | Jeanne Nyanga-Lumbala        | Amet Gjanaj                | Laurence Chin                 |
| 28     | Fanny Cloetens                 | Lino Paoletti            | Elizabeth Shaw                      | Olivier Coppens              | Nevruz Unal                | Igor Salovic                  |
| 29     | Geoffroy Cantiniaux            | Sofia Seddouk            | Salih Emin Demirhan                 | Delara Pouya                 | Ali Bel-Housseïne          | Nicole Lewalle                |
| 30     | Daphnée Piette                 | Mathias Junqué           | Maria Spataru                       | Mustapha Chaboum             | Karima Laouaji             | Vincent Duthoy                |
| 31     | Emmanuel Loop                  | Maguy Ikulu              | Engin Mugla                         | Clémentine Buggenhout        | Hicham Slaoui              | Nora Rouvroy                  |
| 32     | Véronique Capelle              | Joseph Monir Y D Zaarour | Juliette Absil                      | Geoffroy Van Hecke           | Samira Benallal            | Dirk De Block                 |
| 33     | Zahoor Manzoor                 | Narjisse Aouad           | François-Guillaume Eggermont        | Andréa Kalubi                | Imad El-Zein               | Sandrine Morgante             |
| 34     | Ornella Mutoni                 | Jésus Ngenzebuhoro       | Bénédicte Janssens de Varebeke      | Gabriel Persoons             | Carmen Diaz Zamora         | Loïc Fraiture                 |
| 35     | Matthieu Pillois               | Blanche de Pierpont      | Saïd Benhammou                      | Martine Maelschaek           | Thomas Huygens             | Sheena Piret                  |
| 36     | Marie-Paule Tshombe            | Jérôme Jolibois          | Rosa Gordillo Uribe                 | Ismael Bah                   | Qendresa Gerlica           | André Crespin                 |
| 37     | Didier Molders                 | Laurence Grommersch      | Youssef Essaouiki                   | Isabelle Rigaux              | Mourad Kourdoussi          | Margot Antoine                |
| 38     | Stéphanie Melkebeke            | François Colinet         | Safa Madrane                        | Yavuz Görgün                 | Emmanuelle Poznanski       | Shabani Bendera               |
| 39     | Laurent Jens                   | Aleksandra Kokaj         | Said Ghali Bouchibett               | Felicia Postaru              | Abderrahim Cherké          | Vanessa dos Santos Deville    |
| 40     | Daria Corlatanu                | Alessandro Scelfo        | Marisa Andre Portela                | Mohamed El Hamrouni          | Dounia Allali              | Gérard Mugemangango           |
| 41     | Yvan Hubert                    | Elsa Boonen              | Joseph Meaux                        | Lara Zenginoglu              | Dominique Ottou            | Ligia Uribe Mejia             |
| 42     | Céline Van Rompaye             | Jonas Van Acker          | Anne-Sylvie Maroy-Strypstein        | Redouan Al Yahmouri          | Habibe Duraki              | Victor Pestieau               |
| 43     | Cem Hazar                      | Marie Gervais            | Gauthier Bogaert                    | Mélissa Chichebor Amirkhizy  | Satina Diallo Cellou       | Lucie Dejonckheere            |
| 44     | Jany Crucifix                  | Abdeslam Tay             | Yolène Danielle Degbia Yapenzikoula | Houssain El-Boubsi           | Sabrina Djerroud           | Gilles Marot                  |
| 45     | Charles Hosten                 | Alitia Angeli            | Odilon Boni                         | Céline Aron                  | Khalid Mansouri            | Sophie Caldeira Samina Coelho |
| 46     | France Kucharczyk              | Vivien Henry de Frahan   | Françoise Kesteman                  | Arbab Rana                   | Ornela Prifti              | Antoine Giet                  |
| 47     | Patrick Martin                 | Sarah Bestrioui          | Fabrice Rodriguez Merino            | Zahour Loulaji               | Yassine Annhari            | Laura Marinelli               |
| 48     | Annie Mokto Signé              | Nicolas Tavitian         | Jacqueline Delapierre               | Aziz Es                      | Mauricette Nsikungu Akhiet | Louka Flament                 |
| 49     | Gaëtan Mestag                  | Muriel Fagot             | Maxime de Cordes                    | Anna Hovsepyan               | Ahmed Ouartassi            | Lise Ottinger                 |
| 50     | Paola Di Discordia             | Miguel Lardennois        | Amanda Babasou Ngomba               | Martin de Brabant            | Ilona Lallemand            | Felix Kumps                   |
| 51     | Halit Akkas                    | Célia Nennen             | Marlon Verrier Salmon               | Ilona Swenne                 | Mohamed Azzouzi            | Chantal Less                  |
| 52     | Alexandra Roos                 | Saber Abdelaziz          | Valérie Giblasse                    | Tanguy Verheyen              | Florence Manente           | Baptiste Alexandre            |
| 53     | Soulaimane Bouda               | Caroline Lesire          | Isa Polat                           | Hang Nguyen                  | Karim Tafranti             | Elise Wynen                   |
| 54     | Clémentine Roelants            | Mostafa Mesnaoui         | Fatima Ba                           | Olaf van der Straten Ponthoz | Dominique Clajot           | Sébastien Gillard             |
| 55     | Rexhep Bakalli                 | Morgane Justens          | Jean-Sébastien Lemaire              | Shadai Mobutu                | Sunny Mohammad Aamir Naeem | Morgane Dubois                |
| 56     | Amélie Nassaux                 | Julien Tuerlinckx        | Jacqueline Mwana Mputu              | Sacha Stupar                 | Véronique Levieux          | Tibor Van Cutsem              |
| 57     | Laurent van Steensel           | Sophie Wustefeld         | Aurian de Callataÿ                  | Sarah Megherbi               | M'Hamed Benallal           | Heidy Perez Buitrago          |
| 58     | Roxane Dupire                  | Alan Lenglet             | Fatima Zarouite                     | Abraham de Bettencourt       | Françoise Père             | Maximilien Bourdeaud'Hui      |
| 59     | Eliott Durez                   | Stéphanie Perrini        | Guillaume Nyst                      | Hanane Agadi                 | Ismail Gökburun            | Morgane Coubeaux              |
| 60     | Nataliya Chepurenko            | Jorge Diaz Cornejo       | Chantal Matthys                     | Sésé Bomboko                 | Leïla Kabachi              | Antoine Lebessis              |
| 61     | Michel Denis                   | Hanane Kraï              | Etienne Coppieters 't Wallant       | Valérie Loseke               | Osman Ahmed Kahin          | Katia Devroe                  |
| 62     | Melina Makita Kengo            | Paul Arsene              | Lina Chahrour                       | Philippe Michotte            | Laetitia Kalimbiriro       | Guillaume Deneumostier        |
| 63     | Michel Blampain                | Agata Wypych             | Abdallah Jouglaf                    | Elisa Cukalla                | Özkan Aksit                | Claire Obolensky              |
| 64     | Viviane Van Melkebeke          | Christophe Pierroux      | Pépita Pien                         | Luca D'Agro                  | Isabelle Sirtaine          | Dominique Meeùs               |
| 65     | Christophe Van Der Borght      | Muriel De Viron          | Victor Wiard                        | Djulia Mukonde Binti Kianza  | Yusuf Yildiz               | Céline Mendels Flandre        |
| 66     | Joëlle Mbeka Mkumba            | Rachid Cheikh            | Catherine Roba-Rabier               | François d'Adesky            | Fatima Zahmidi             | Patrick Pestieau              |
| 67     | Dylan Muaku                    | Nadia Kammachi           | Didier Wauters                      | Yesim Gunes                  | Pablo Caller               | Rose Stewart                  |
| 68     | Dominique Saels                | Bernard Van Nuffel       | Chantal Noël                        | Richard Miller               | Rukiye Kavak               | Pierre Popoff                 |
| 69     | William Wright                 | Laurence Willemse        | André du Bus de Warnaffe            | Dominique Haumont            | Martin Maréchal            | Juliette Lising               |
| 70     | Joëlle Nuttin                  | Ahmed Mouhssin           | Anne Delvaux                        | Kevin Karena                 | Carmen Draghici            | Eric Piette                   |
| 71     | Pascal Freson                  | Mariam El Hamidine       | Hervé Doyen                         | Eléonore Simonet             | Fatmir Limani              | Claire Geraets                |
| 72     | Cécile Jodogne                 | Olivier Deleuze          | Chantal De Saeger                   | Vincent De Wolf              | Simone Susskind            | Giovanni Bordonaro            |
| Bron   |                                |                          |                                     |                              |                            |                               |

## Uitslag

### Uitslag per taalgroep

#### Nederlandse taalgroep
| Nederlandse taalgroep | Nederlandse taalgroep | 2024   | 2024    | 2024  | 2019   | 2019 | verschil |
| Partij                | Partij                | Zetels | stemmen | %     | Zetels | %    | Zetels   |
| --------------------- | --------------------- | ------ | ------- | ----- | ------ | ---- | -------- |
|                       | Groen                 | 4 / 17 | 18.345  | 22,82 | 4      | 20,6 | =        |
|                       | Team Fouad Ahidar     | 3 / 17 | 13.242  | 16,47 | -      | -    | 3        |
|                       | N-VA                  | 2 / 17 | 9.571   | 11,91 | 3      | 18,0 | 1        |
|                       | Open Vld              | 2 / 17 | 8.537   | 10,62 | 3      | 16,3 | 1        |
|                       | VB                    | 2 / 17 | 8.475   | 10,54 | 1      | 8,3  | 1        |
|                       | Vooruit.brussels      | 2 / 17 | 8.045   | 10,01 | 3      | 15,1 | 1        |
|                       | PVDA                  | 1 / 17 | 5.619   | 6,99  | 1      | 4,3  | =        |
|                       | CD&V                  | 1 / 17 | 5.102   | 6,35  | 1      | 7,5  | =        |
|                       | Overige               | 0 / 17 | 3.443   | 4,29  | 1      | 10,5 | 1        |
| Totaal                |                       |        |         |       |        |      |          |
| Geldige stemmen       | Geldige stemmen       | 17     | 80.379  | 100   |        |      |          |

1. ↑  Viva Palestina: 1.944 stemmen; 2,42% / Voor U: 930 stemmen; 1,16% / Volt Europa: 569 stemmen; 0,71%

De stemmen op de Nederlandse lijsten vormen 17,10% van alle stemmen, wat hoger is dan in alle voorgaande Brusselse verkiezingen.
Verkozenen:
- Elke Van den Brandt (Groen, 8.361)
- Fouad Ahidar (Team Fouad Ahidar, 7.602)
- Lotte Stoops (Groen, 2.819)
- Cieltje Van Achter (N-VA, 2.579)
- Ans Persoons (Vooruit.brussels, 2.378)
- Celia Groothedde (Groen, 2.355)
- Sven Gatz (Open Vld, 2.306)
- Bob De Brabandere (VB, 2.237)
- Benjamin Dalle (CD&V, 2.014)
- Najima El Arbaoui (Team Fouad Ahidar, 1.876)
- Ilyas El Omari (Team Fouad Ahidar, 1.802)
- Pascal Smet (Vooruit.brussels, 1.552)
- Emile Luhahi (Groen, 1.298)
- Jan Busselen (PVDA, 1.249)
- Mathias Vanden Borre (N-VA, 1.051)
- Sonja Hoylaerts (VB, 701)
- Imane Belguenani (Open Vld, 643)

#### Franse taalgroep
| Franse taalgroep | Franse taalgroep | 2024    | 2024    | 2024  | 2019   | 2019 | verschil |
| Partij           | Partij           | Zetels  | stemmen | %     | Zetels | %    | Zetels   |
| ---------------- | ---------------- | ------- | ------- | ----- | ------ | ---- | -------- |
|                  | MR               | 20 / 72 | 101.157 | 25,95 | 13     | 16,9 | 7        |
|                  | PS               | 16 / 72 | 85.929  | 22,05 | 17     | 22,0 | 1        |
|                  | PTB              | 15 / 72 | 81.542  | 20,92 | 10     | 13,5 | 5        |
|                  | Les Engagés      | 8 / 72  | 41.640  | 10,68 | 6      | 7,6  | 2        |
|                  | Ecolo            | 7 / 72  | 38.386  | 9,85  | 15     | 19,1 | 8        |
|                  | DéFI             | 6 / 72  | 31.614  | 8,11  | 10     | 13,8 | 4        |
|                  | Overige          | 0 / 72  | 9.493   | 2,44  | 1      | 7,1  | 1        |
| Totaal           |                  |         |         |       |        |      |          |
| Geldige stemmen  | Geldige stemmen  | 72      | 389.761 | 100   |        |      |          |

1. ↑   Collectif Citoyen: 5.642 stemmen; 1,45% / Volt Europa: 1.531 stemmen; 0,39% / Transparence: 1.282 stemmen; 0,33% / Plan B: 1.038 stemmen; 0,27%

Verkozenen:
- Ahmed Laaouej (PS, 24.978)
- David Leisterh (MR, 20.315)
- Françoise De Smedt (PTB, 16.737)
- Soulaimane El Mokadem (PTB, 14.161)
- Hadja Lahbib (MR, 11.751)
- Karine Lalieux (PS, 11.410)
- Nawal Ben Hamou (PS, 8.960)
- Anne-Charlotte d'Ursel (MR, 8.867)
- Zakia Khattabi (Ecolo, 8.381)
- Christophe De Beukelaer (Les Engagés, 7.925)
- Mohammed El Bouzidi (PTB, 7.913)
- Françoise Schepmans (MR, 7.754)
- Vincent De Wolf (MR, 7.560)
- Mehdi Talbi (PTB, 7.458)
- Hanina El Hamamouchi (PTB, 6.438)
- Bernard Clerfayt (DéFI, 5.976)
- David Weytsman (MR, 5.938)
- Ariane de Lobkowicz-d'Ursel (MR, 5.785)
- Rudi Vervoort (PS, 5.466)
- Gaëtan Van Goidsenhoven (MR, 5.453)
- Barbara Trachte (Ecolo, 5.343)
- Hasan Koyuncu (PS, 4.721)
- Jamal Ikazban (PS, 4.663)
- Geoffroy Coomans de Brachène (MR, 4.652)
- Eléonore Simonet (MR, 4.522)
- Clémentine Barzin (MR, 4.316)
- Marisol Revelo Paredes (PTB, 4.198)
- Sevket Temiz (PS, 4.033)
- Mohamed Ouriaghli (PS, 4.019)
- Fadila Laanan (PS, 3.966)
- Patricia Parga Vega (PTB, 3.945)
- Gladys Kazadi (Les Engagés, 3.871)
- Ibrahim Dönmez (PS, 3.686)
- Marie Lecocq (Ecolo, 3.547)
- Francis Dagrin (PTB, 3.492)
- Olivier Willocx (MR, 3.484)
- Nadia El Yousfi (PS, 3.478)
- Margaux De Ré (Ecolo, 3.443)
- Bruno Bauwens (PTB, 3.393)
- Yusuf Yildiz (PS, 3.391)
- Isabelle Emmery (PS, 3.307)
- Joëlle Maison (DéFI, 3.151)
- Aurélie Czekalski (MR, 3.145)
- Louis de Clippele (MR, 3.121)
- Martin Casier (PS, 3.088)
- Mihaela Drozd (PTB, 2.988)
- Fabian Maingain (DéFI, 2.929)
- Oliver Rittweger de Moor (PTB, 2.919)
- Octave Daube (PTB, 2.905)
- Manon Vidal (PTB, 2.883)
- Marc-Jean Ghyssels (PS, 2.802)
- Alain Maron (Ecolo, 2.775)
- Leila Agic (PS, 2.673)
- Bertin Mampaka Mankamba (MR, 2.637)
- Danaé Michaux Maimone (PTB, 2.401)
- Amélie Pans (MR, 2.339)
- Josiane Dostie (PTB, 2.315)
- Elhadj Moussa Diallo (Les Engagés, 2.101)
- Sadik Köksal (MR, 1.969)
- Kalvin Soiresse Njall (Ecolo, 1.860)
- Stéphanie Lange (Les Engagés, 1.818)
- Marie Cruysmans (Les Engagés, 1.741)
- Jonathan de Patoul (DéFI, 1.739)
- Alain Deneef (Les Engagés, 1.692)
- Kristela Bytyçi (MR, 1.625)
- Mounir Laarissi (Les Engagés, 1.562)
- Sofia Bennani (Les Engagés, 1.532)
- Ludivine de Magnanville (DéFI, 1.515)
- Cécile Jodogne (DéFI, 1.488)
- Loubna Azghoud (MR, 1.411)
- Amin El Boujdaini (MR, 1.165)
- Matteo Segers (Ecolo, 1.037)

## Regeringsvorming
In augustus 2025, meer dan een jaar na de verkiezingen, werd nog steeds geen nieuwe Brusselse regering gevormd. Ahmed Laaouej blijft zich verzetten tegen een regering met de N-VA.